# Liste des députés européens de Croatie de la 7e législature
Cet article présente la liste des députés européens de Croatie élus lors des Élections européennes de 2013 en Croatie.
| Nom                      | Parti | Parti                    | Naissance        | Lieu         | Groupe parlementaire européen          | Portrait |
| ------------------------ | ----- | ------------------------ | ---------------- | ------------ | -------------------------------------- | -------- |
| Marino Baldini           |       | SDP                      | 12 juillet 1963  | Poreč        | Parti Socialiste Européen              |          |
| Biljana Borzan           |       | SDP                      | 29 novembre 1971 | Osijek       | Parti Socialiste Européen              |          |
| Zdravka Bušić            |       | HDZ                      | 6 septembre 1950 | Imotski      | Parti Populaire Européen               |          |
| Ivana Maletić            |       | HDZ                      | 12 octobre 1973  | Šibenik      | Parti Populaire Européen               |          |
| Sandra Petrović Jakovina |       | SDP                      | 21 mars 1985     | Zagreb       | Parti Socialiste Européen              |          |
| Tonino Picula            |       | SDP                      | 31 août 1961     | Mali Lošinj  | Parti Socialiste Européen              |          |
| Andrej Plenković         |       | HDZ                      | 8 avril 1970     | Zagreb       | Parti Populaire Européen               |          |
| Davor Ivo Stier          |       | HDZ                      | 6 janvier 1972   | Buenos Aires | Parti Populaire Européen               |          |
| Dubravka Šuica           |       | HDZ                      | 20 mai 1957      | Dubrovnik    | Parti Populaire Européen               |          |
| Ruža Tomašić             |       | HSP - dr. Ante Starčević | 10 mai 1958      | Mladoševica  | Conservateurs et Réformistes Européens |          |
| Oleg Valjalo             |       | SDP                      | 19 novembre 1970 | Dubrovnik    | Parti Socialiste Européen              |          |
| Nikola Vuljanić          |       | HL                       | 25 juin 1949     | Karlovac     | GUE/NGL                                |          |